# Michael Brook
Michael Brook (* 1952 in Toronto, Ontario) ist ein kanadischer Musiker, Gitarrist und Musikproduzent.
Bekannt ist er vor allem für seine Veröffentlichungen im Bereich des Ambient und seine Beteiligung an zahlreichen Filmmusiken. Sein visuell geprägter musikalischer Stil zeichnet sich durch große Experimentierfreude und eher ungewöhnliche Klangfarben aus.
Im Laufe der Zeit hat er mit einer Reihe von Künstlern zusammengearbeitet, unter ihnen Brian Eno, Daniel Lanois, der pakistanische Musiker Nusrat Fateh Ali Khan, Sinéad O’Connor, The Edge, Jon Hassell, Pieter Nooten (vormals bei Clan of Xymox), David Sylvian und viele andere.
Michael Brook entwickelte die Infinite Guitar, die es unter anderem ermöglicht, den jeweils gespielten Ton einer E-Gitarre beliebig zu verlängern. Neben seinem eigenen Exemplar existieren hiervon zwei weitere, die sich im Besitz von Daniel Lanois und The Edge befinden. Letzterer hat die Infinite Guitar auch bei seiner Band U2 eingesetzt; so stellt zum Beispiel With or Without You (aus dem Album The Joshua Tree, 1987) ein berühmtes Hörbeispiel für Brooks Idee einer „unendlichen Gitarre“ dar.

## Diskografie (Auswahl)
- 1985: Hybrid (mit Brian Eno und Daniel Lanois)
- 1987: Sleeps With the Fishes (mit Pieter Nooten)
- 1990: Mustt Mustt (mit Nusrat Fateh Ali Khan)
- 1992: Cobalt Blue
- 1993: Live at the Aquarium
- 1995: Dream (mit U. Shrinivas)
- 1996: Night Song (mit Nusrat Fateh Ali Khan)
- 1998: Black Rock (mit Dschiwan Gasparjan)

## Filmografie (Auswahl)
- 1992: Das Flammenmeer von Kuwait (Fires of Kuwait)
- 1997: Der Gejagte (Affliction)
- 1997: Albino Alligator
- 1999: Als wir uns kennen lernten (Getting to Know You)
- 2000: Crime & Punishment in Suburbia
- 2002: Charlotte Sometimes
- 2006: Warum das Elektroauto sterben musste (Who Killed the Electric Car?)
- 2006: Eine unbequeme Wahrheit (An Inconvenient Truth)
- 2006: Americanese
- 2007: Into the Wild
- 2008: Sugar
- 2009: Journey to Mecca
- 2009: Spoken Word
- 2009: Road, Movie
- 2010: Morning
- 2010: Arcadia Lost
- 2010: El Narco – Willkommen in der Drogenhölle (El Infierno)
- 2010: Wrecked – Ohne jede Erinnerung (Wrecked)
- 2010: Country Strong
- 2010: The Fighter
- 2011: Darwin (Dokumentarfilm)
- 2011: Ungeschlagen (Undefeated)
- 2011: U2 – From the Sky Down (From the Sky Down, Dokumentarfilm)
- 2012: Für immer Liebe (The Vow)
- 2012: Vielleicht lieber morgen (The Perks of Being a Wallflower)
- 2012: State 194 (Dokumentarfilm)
- 2013: Kill for Me – Düsteres Geheimnis (Kill for Me)
- 2013: Cas & Dylan
- 2013: Kids for Cash (Dokumentarfilm)
- 2014: Cesar Chavez
- 2014: Aloft
- 2015: Brooklyn – Eine Liebe zwischen zwei Welten (Brooklyn)
- 2016: Tallulah
- 2016: Alles was wir hatten (All We Had)
- 2016: Milton’s Secret
- 2016–2018: The Fosters (Fernsehserie, 42 Episoden)
- 2017: Stronger
- 2017: My Days of Mercy
- 2017: Die brillante Mademoiselle Neïla (Le brio)
- 2018: Paper Year
- 2018: Giant Little Ones
- 2019–2020: Good Trouble (Fernsehserie, 31 Episoden)
- 2020: Tigertail
- 2020: Embattled
- 2021: Land of Dreams
- 2022: Slash/Back
- 2024: Das Signal (Miniserie, 4 Episoden)